# Dolmen de Pentre Ifan

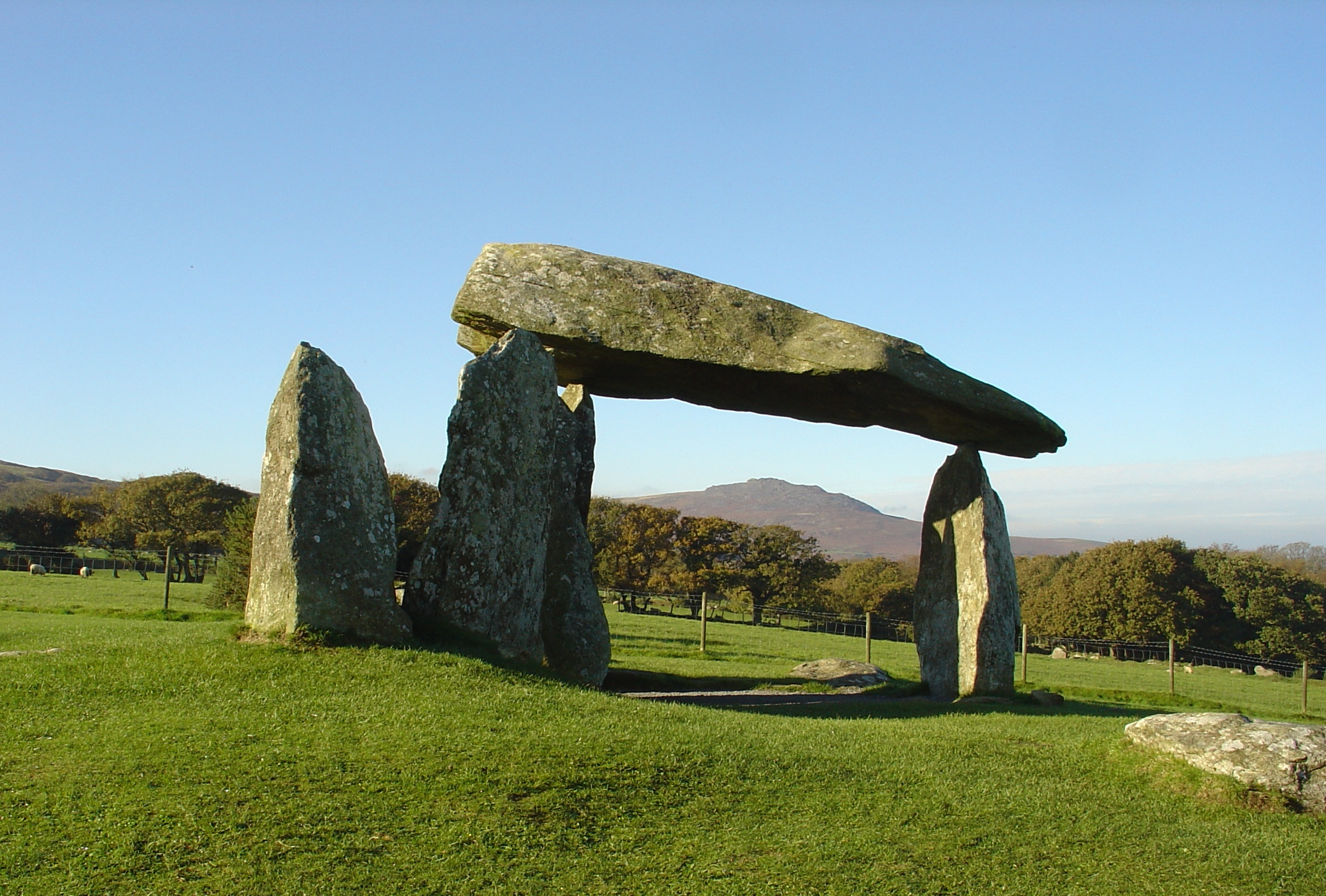
Vista lateral

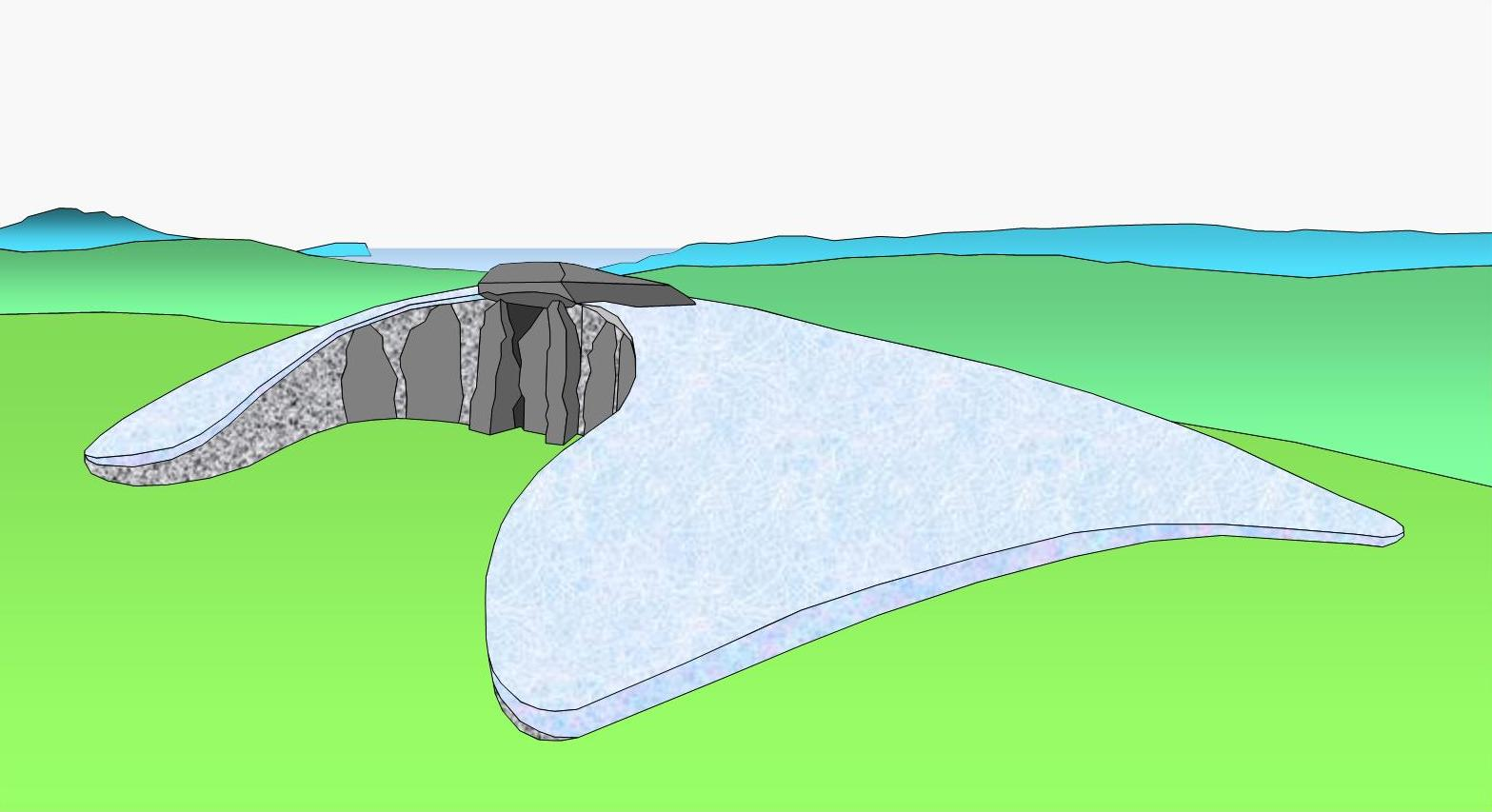
Reconstrucció hipotètica

El dolmen de Pentre Ifan és l'estructura neolítica més gran i més ben conservada de Gal·les. Pertany al terme municipal de Nanhyfer, en el comtat de Sir Benfro. Situat enmig d'un camp de pastura dels turons de Preseli, té una vista espectacular de la vall i la badia d'Aberteifi.

## Història
El dolmen data aproximadament del 3500 aC i va ser emprat com a sepulcre comunitari. Les pedres conservades formen el portal i la cambra principal de la tomba, que inicialment hauria cobert amb un túmul de pedres i terra llarg d'uns 36 metres. Algunes d'aquestes pedres han quedat escampades pels voltants, però 7 han romàs en la seva posició original. El "sostre" o "tapadora" fa 5,1 metres de llarg, i es calcula que pesa unes 16 tones. Se sustenta delicadament sobre les parts estretes de tres lloses dretes. La cara del portal va ser construïda amb una acurada paret de pedra seca. Les excavacions dels anys 1936-1937 i 1958-59 van mostrar que la cambra funerària tenia la forma d'un forat oval excavat en el pendent del turó; de les troballes s'ha deduït que l'estructura era un recinte curosament tancat, que s'obria novament per a cada enterrament posterior.
El monument pertany i és conservat per la Cadw, l'Agència Gal·lesa de Monuments Històrics. L'indret està ben preservat i l'accés és lliure. S'hi arriba per Nanhyfer, Casnewydd (a uns 6 km), i està a uns 17 km d'Aberteifi. El nom Pentre Ifan significaria la "llar d'Ifan" (Pentre, "el poble" + Ifan, modernament "Ivan, Joan").